# Шугуров Микола Васильович
Микола Васильович Шугуров (1843, Кореньок Глухівський повіт — 6/19.11.1901, Ніжин) — український діяч національного відродження на старій Гетьманщині, історик, юрист, меценат. Ніжинський повітовий суддя. Біограф письменника Пантелеймона Куліша та поета Тараса Шевченка. Належав до найближчого кола станових націоналістів-гетьманців Василя Тарновського (молодшого), Олександра Лазаревського та Пантелеймона Куліша.
Колекція старожитностей Миколи Шугурова стала основою фондів Глухівського краєзнавчого музею.

## Біографія
1861 зі срібною медаллю закінчив Новгород-Сіверську гімназію, а 1867 — юридичний факультет Московського університету. 1899 на сторінках журналу «Кіевская старина» вийшла стаття Ніжинського повітового судді Шугурова «У могилы П.А. Кулиша и В.М. Белозерского», а в додатку містилися документи з офіційних поліцейських джерел, які широко використовуються сучасними кулішезнавцями. Також плідно розшукував епістолярну спадщину Пантелеймона Куліша, оіпкувався його удовою — Ганною Барвінок.
1899 відвідав хутір поета Куліша - Мотронівку, зустрівшись там із Василем Тарновським та Олександром Лазаревським, з якими зробив спільну меморіальну світлину. Залишив останній докладний опис маєтку Пантелеймона Куліша та низку фотографій, які були використані сучасними реставраторами для створення Національного заповідника Пантелеймона Куліша «Ганнина Пустинь» у 2000-х роках.